# Stéphanie Frappart
Stéphanie Frappart (født 14. december 1983) er en kvindelig fransk fodbolddommer og anses for at være blandt de allerbedste kvindelige fodbolddommere. Hun har været på FIFA's liste over internationale dommere siden 2009, og har dømt flere højt profilerede kampe. Hun blev den første kvinde til at dømme en stor europæisk kamp for mænd og en fransk Ligue 1-kamp, begge i 2019, og den første kvinde til at dømme en UEFA Champions League-kamp i 2020. Opgøret var mellem Juventus og Dynamo Kyiv.
Hun dømte desuden kvindernes VM-finale i 2019 mellem Holland og USA. I 2021 blev også Frappart den første kvindelige dommer, til at dømme en VM-kvalifikationskamp for mænd. I 2022 blev hun også udtaget, blandt tre kvindelige dommere, til at dømme under VM i fodbold 2022 i Qatar, hvilket også ville være første gang kvinder dømte en VM-kamp for herrer.